# 绍伦特
绍伦特是葡萄牙布拉加区的一个堂区。总面积4.16平方公里，总人口758人，人口密度182.2人/平方公里。